# Onomastica gallese
L'onomastica gallese è il sistema tradizionale di denominazione dei neonati impiegato in Galles.
Fino al XV secolo, quando fu adottato il sistema dei cognomi fissi, i gallesi avevano un sistema di denominazione basato su patronimico (es. Llywelyn ap Gruffydd) o su epiteto (es. Llywelyn Fawr, "il Grande").

## Storia
Nel 1292, il 48% dei nomi gallesi erano patronimici e, in alcune parrocchie, la percentuale superava il 70%. Altri nomi derivavano da soprannomi, alcuni nomi personali non ereditari e, raramente, nomi d'occupazione.
I patronimici cambiavano di generazione in generazione, con il nome di battesimo di una persona collegato da ap (figlio di) o ferch (figlia di) al nome di battesimo del padre; se la prima lettera del nome del padre è una vocale, si usa ab. Ad esempio, Evan, figlio di Thomas, sarebbe conosciuto come Evan ap Thomas; il figlio di Evan, John, sarebbe John ab Evan; e il figlio di John, Rees, sarebbe Rees ap John.
I patronimici potrebbero essere estesi con nomi di nonni e antenati precedenti, forse fino alla settima generazione. Nomi come "Llewelyn ap Dafydd ab Ieuan ap Gruffudd ap Meredydd" non erano rari. Quei patronimici estesi erano essenzialmente una storia genealogica della linea maschile. L'Enciclopedia del Galles ipotizza che il sistema possa essere stato la legge gallese, in cui era essenziale che le persone sapessero come le persone discendevano da un antenato. Queste leggi stavano decadendo nel tardo Medioevo e il sistema patronimico fu gradualmente sostituito da cognomi fissi, sebbene l'uso di nomi patronimici continuò fino all'inizio del XIX secolo in alcune aree rurali.
Nel XV secolo, durante il regno di Enrico VIII i cognomi divennero ereditari tra la nobiltà gallese e l'usanza si diffuse lentamente tra la gente comune. Le aree in cui l'influenza dell'Inghilterra era forte avevano abbandonato in precedenza i patronimici, così come le famiglie cittadine e i ricchi.
Comunque, in molti casi i nuovi cognomi hanno mantenuto l'ap, principalmente in forma ridotta all'inizio del cognome, come in Upjohn (da ap John), Powell (da ap Hywel), Price (da ap Rhys), Pritchard (da ap Richard), e Bowen (da ab Owen). In alternativa, l'ap è stato semplicemente abbandonato del tutto.
I cognomi più comuni nel Galles moderno derivano dall'aggiunta di una s alla fine del nome, come in Jones, Roberts ed Edwards. I cognomi patronimici con la forma s corta sono registrati in varie parti dell'Inghilterra risalenti al Medioevo. Poiché la maggior parte dei cognomi gallesi derivano da patronimici e spesso si basano su un piccolo insieme di nomi, le comunità gallesi hanno famiglie che portano gli stessi cognomi che non sono imparentate. Non si può presumere che due persone di nome Jones, anche nello stesso villaggio, debbano aver ereditato il cognome da un antenato comune.

## Oggi
L'insieme dei cognomi gallesi è piccolo. Ciò è in parte attribuibile alla riduzione della varietà dei nomi di battesimo dopo la Riforma protestante. I cognomi tipici gallesi - Evans, Jones, Williams, Davies, Thomas - sono stati trovati tra i primi dieci cognomi registrati in Inghilterra e Galles nel 2000.
Un'analisi della geografia dei cognomi gallesi commissionata dal governo gallese ha rilevato che 718.000 persone in Galles, quasi il 35% della popolazione gallese, hanno un cognome di origine gallese, rispetto al 5,3% nel resto del Regno Unito, 4,7% in Nuova Zelanda, 4,1% in Australia e 3,8% negli Stati Uniti. Un totale di 16,3 milioni di persone nei paesi studiati aveva un nome di origine gallese.
Non è raro che cinque o più dei quindici titolari che la squadra nazionale gallese di rugby si chiami Jones. Ad esempio, tutti i seguenti giocatori hanno giocato nello stesso periodo ma nessuno è imparentato con gli altri: Adam R. Jones, Dafydd Jones, Ryan Jones, Stephen Jones, Mark Jones, Adam M. Jones, Alun Wyn Jones e Duncan Jones.
La prevalenza di nomi come Jones, Williams e Thomas portò alla necessità di un'ulteriore distinzione e nel XIX secolo iniziò una tendenza per i cognomi doppi, creati anteponendo il nome di una casa, una parrocchia o il cognome della madre, come in "Cynddylan Jones". Un trattino è stato talvolta introdotto in seguito, ad esempio " Griffith-Jones ".

## Rinascita dei patronimici
Sebbene la stragrande maggioranza dei cognomi gallesi siano cognomi, c'è stata una limitata rinascita dei patronimici nel Galles moderno, specialmente tra i parlanti gallesi. In alternativa, vengono utilizzati cognomi dati, come nel caso del cantante folk e personaggio politico Dafydd Iwan (Dafydd Iwan Jones), del cantante lirico Bryn Terfel (Bryn Terfel Jones), della cantante classica Shân Cothi e della defunta attrice Myfanwy Talog.